# Космография Блау

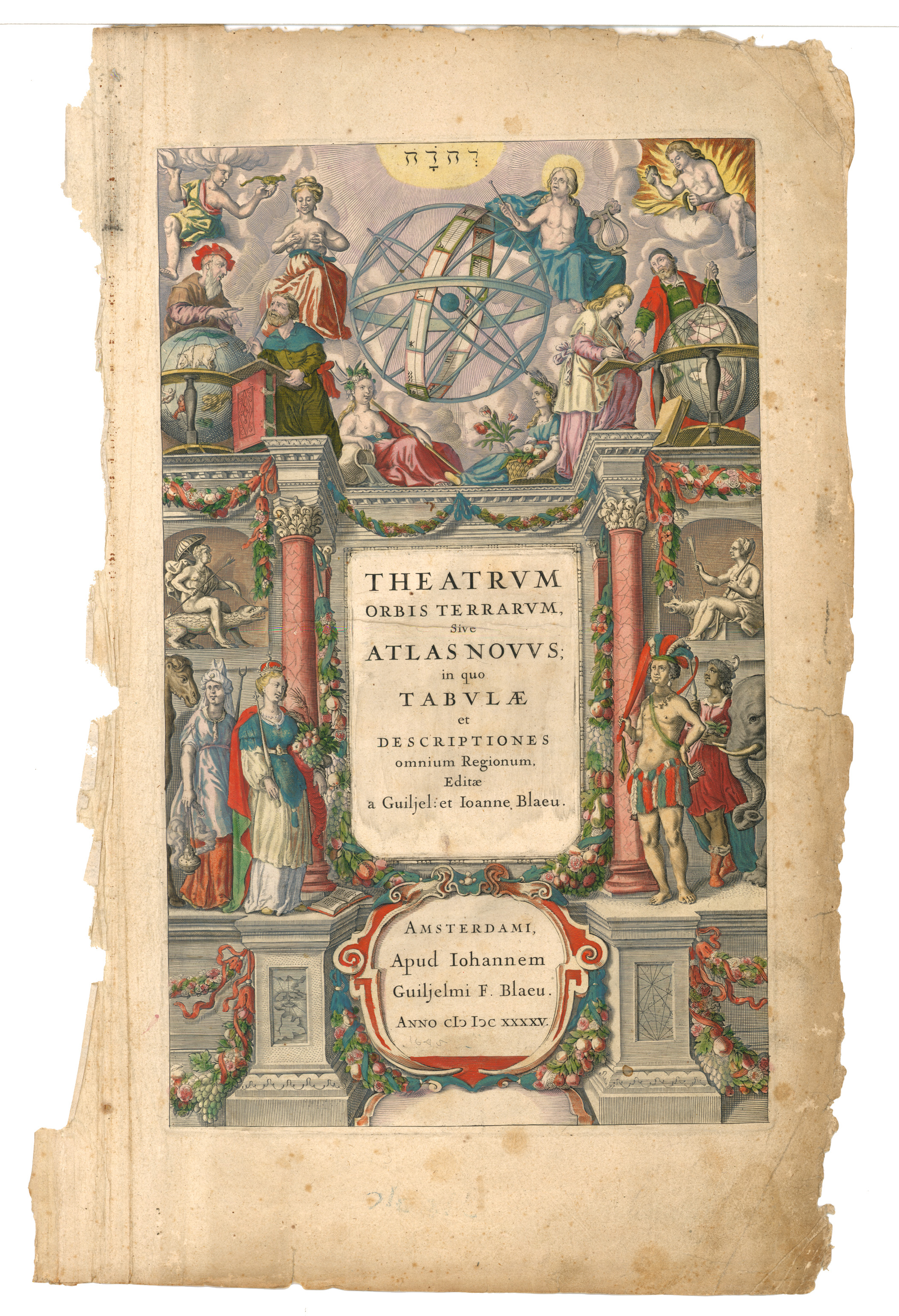
Титульный лист издания 1645 года, с тетраграмматоном (יְהֹוָה) наверху

Большой атлас, или Космография Блау (фр. Le Grand Atlas, ou Cosmographie Blaviane, en laquelle est exactement descritte la terre, la mer, et le ciel) — 12-томный атлас 1667 года, воспроизводящий картину изученного на тот момент мира и изданный голландским картографом Яном Блау. Впоследствии признан шедевром голландского картографического искусства XVII века. В 2003 году ЮНЕСКО внесло атлас в список объектов проекта «Память мира».

## Общие сведения
После выхода в свет в 1608 году в картографической фирме Виллема Блау атлас неоднократно переиздавался в течение XVII в. и был переведён на несколько европейских языков. Установить точную цифру тиража, которым вышел атлас, сегодня не представляется возможным.
Полный комплект оригинального французского издания 1667 года (фр. Le Grand Atlas, ou Cosmographie Blaviane, en laquelle est exactement descritte la terre, la mer, et le ciel) находится в России в единственном экземпляре. Атлас отличается большим объёмом, красотой и пышностью оформления.

## Содержание

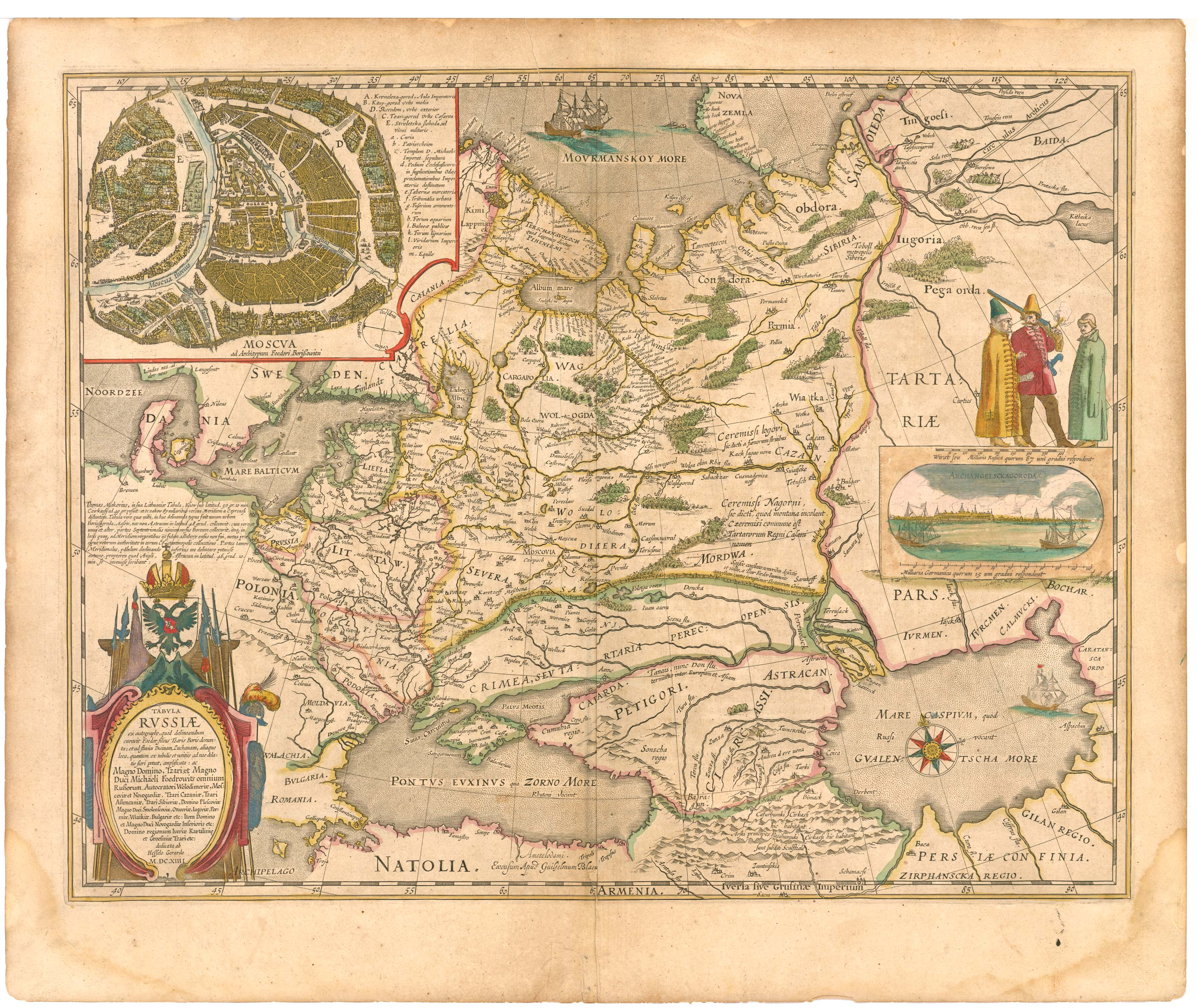
Карта России, 1645 год

Атлас составляют более 600 гравированных цветных карт с изображением всех изученных на тот момент стран мира, планы с астрономическими наблюдениями, гравированные диаграммы. Поскольку целью всех выдающихся картографов того времени было составление атласа всего известного мира, а законы коммерческой картографии приводили издателей к необходимости нестрогого отбора карт, в каждом издании атласа Блау появлялись всё новые и новые карты различных территорий, сопровождаемые всё более пространными описаниями.
Частым явлением в картографии XVI—XVII вв. было включение в состав многотомного издания атласов частного характера. Так, в томе, вышедшем в 1654 году, появилось значительное количество карт Шотландии, полученных от Т. Понта, а в X томе (1655 год) атлас Китая, составленный иезуитом Мартино Мартини.
К 1663 году атлас имел следующее содержание. Около 60 карт и описательный текст первого тома атласа посвящены Арктике, Европе и Скандинавии. Туда входят планы с астрономическими наблюдениями, мировая карта, восемь гравированных диаграмм, а также занимательное изображение моржа.
Во втором томе описывается северная и восточная Европа, зафиксированная на сорока картах, включая план Москвы и план Кремля. Германия, которой посвящён третий том, располагается на 96 картах, а Бельгия и Нидерланды в четвёртом томе на 63 картах. Пятый том описывает Англию и Уэльс (58 карт). Текст дополняют три гравированных вида достопримечательностей Британии, в частности, Стоунхенджа, и более ста гравюр, изображающих, в основном, старинные английские монеты.
Ирландия и Шотландия располагаются на 55 картах шестого тома; Франция занимает весь седьмой том (её изображают 37 карт) и часть восьмого тома, в который входит 36 карт, включая карты Швейцарии. Италия стала темой девятого тома, ей посвящено 60 карт. Сорок одна карта, планы и виды десятого тома изображают Испанию, Португалию и Африку; в одиннадцатом томе описываются Азия и Япония, им посвящены 28 карт.
Последний, двенадцатый, том знакомит читателя с Америкой, результаты изучения которой отражены на 23 картах.

## Оформление

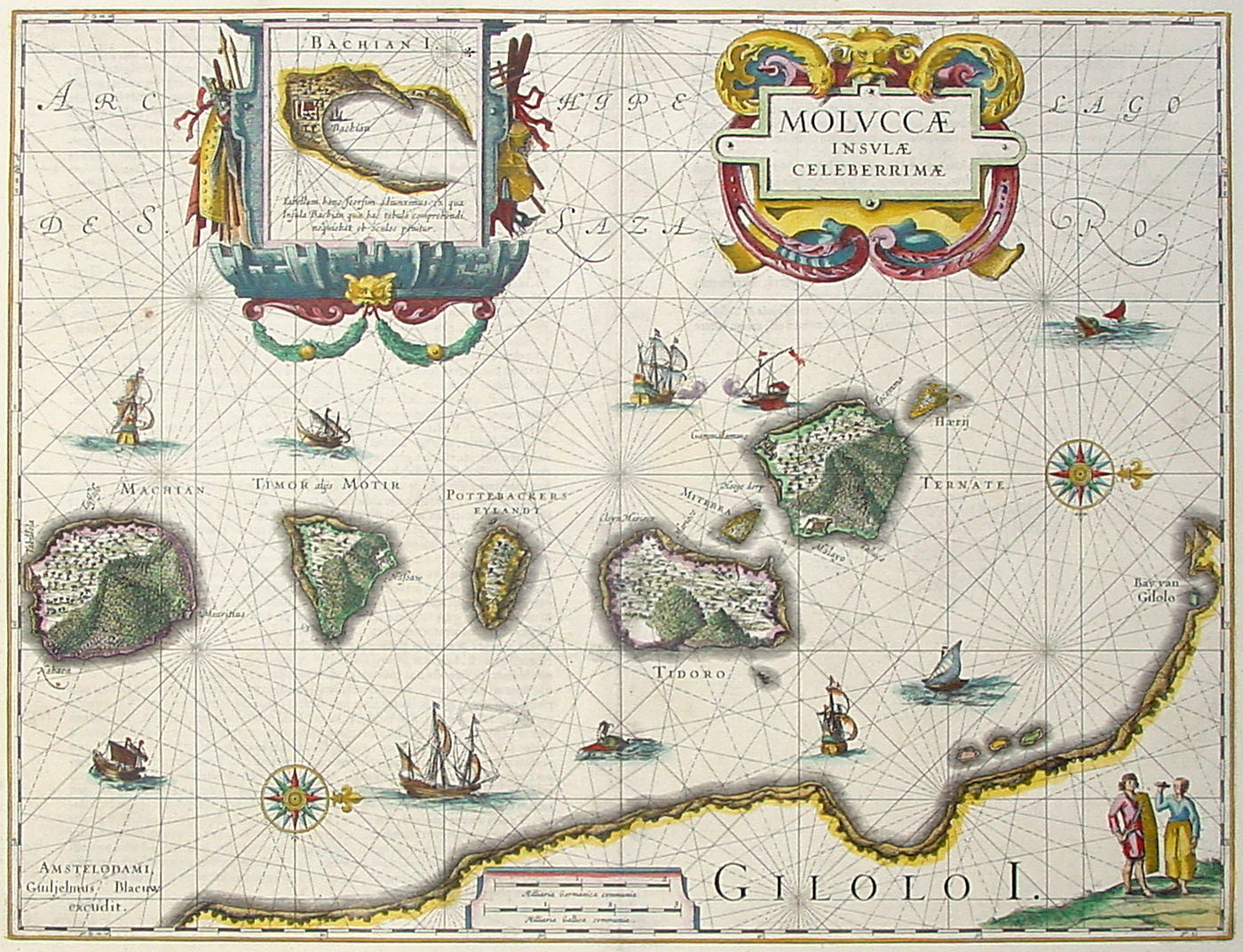
Карта Молуккских островов из Большого атласа Блау

«Большой атлас, или Космография Блау» представляет собой 12 томов большого формата в кожаном переплёте с золотым тиснением. Его составляют гравюры на меди, раскрашенные вручную карты, изящные титульные листы.
Обязательным элементом оформления карт являются картуши — графические украшения в виде щита или свитка, на котором помещается надпись. Изысканные аллегорические фигуры сопровождают каждую карту и помогают раскрыть её содержание.
По мнению многих исследователей, представленный в атласе Блау во всем его величии пышный стиль оформления карт никогда впоследствии не был превзойдён и характерен для голландской картографии XVI и XVII веков.

## Авторы
Семейная фирма по выпуску книг, географических атласов, а также земных и небесных глобусов была основана Виллемом Блау (1571—1638) в 1596 году. Во время работы в ней сыновей основателя Корнелиуса (1616—1648) и Яна (1596—1673) фирма достигла наивысшего расцвета, продолжавшегося вплоть до её уничтожения во время пожара в 1672 году. Был усовершенствован печатный станок, что позволило печатать атласы большого формата. Как и отец, Ян Блау был картографом Голландской Ост-Индской компании и имел доступ к новейшей географической информации, впоследствии вошедшей в издаваемые им атласы.
Один из уникальных экземпляров атласа был награвирован в Амстердаме и выпускался частями с ракрашенными от руки гравюрами знаменитым коллекционером Лоренсом ван дер Хемом. Основная часть личного экземпляра ван дер Хема имеет ряд дополнений, включая том секретных карт, созданных Голландской Ост-Индской компанией (VOC), которые никогда не входили в первую публикацию. Вся коллекция Ван дер Хема состоит из 46 томов с четырьмя приложениями и портфолио отдельных карт, которые вместе включают более 2400 полноцветных карт и рисунков портов, башен и пейзажей известных голландских художников, таких как Андрис Бекман, Гаспар Буттатс, Ян Петерс Первый, Бонавентура Петерс Старший, Жак Калло и Корнелис Герритс Декер. Некоторые художники, которые привозили рисунки, сделанные во время своих путешествий, также включали свои работы в атлас, например, Ламберт Домер, Ян Хаккерт, Адриан Матам, Рулант Саверей, Виллем Схеллинкс, Рейнир Нумс, известный как «Зееман», и многие другие. Этот уникальный экземпляр, ныне храняшийся в коллекции Австрийской национальной библиотеки в Вене, был оцифрован и в 2003 году добавлен в реестр ЮНЕСКО «Память мира» (UNESCO Memory of the World Register). В 2011 году был завершён проект факсимильного издания «Атласа Блау — ван дер Хема».

## Переиздание
В 2008 году петербургское издательство «Альфарет» совместно с Российской национальной библиотекой впервые осуществило переиздание всех 12 томов «Большого атласа, или Космографии Блау» в оригинальном формате. Основой послужил единственный полный экземпляр оригинала, находящийся в России.